# Gouvernorat d'Aqaba
Pour les articles homonymes, voir Aqaba (homonymie).
Le gouvernorat d'Aqaba est un gouvernorat de la Jordanie.
Outre la capitale Aqaba, qui constitue le seul accès maritime de la Jordanie, le gouvernorat héberge également la zone protégée du Wadi Rum.

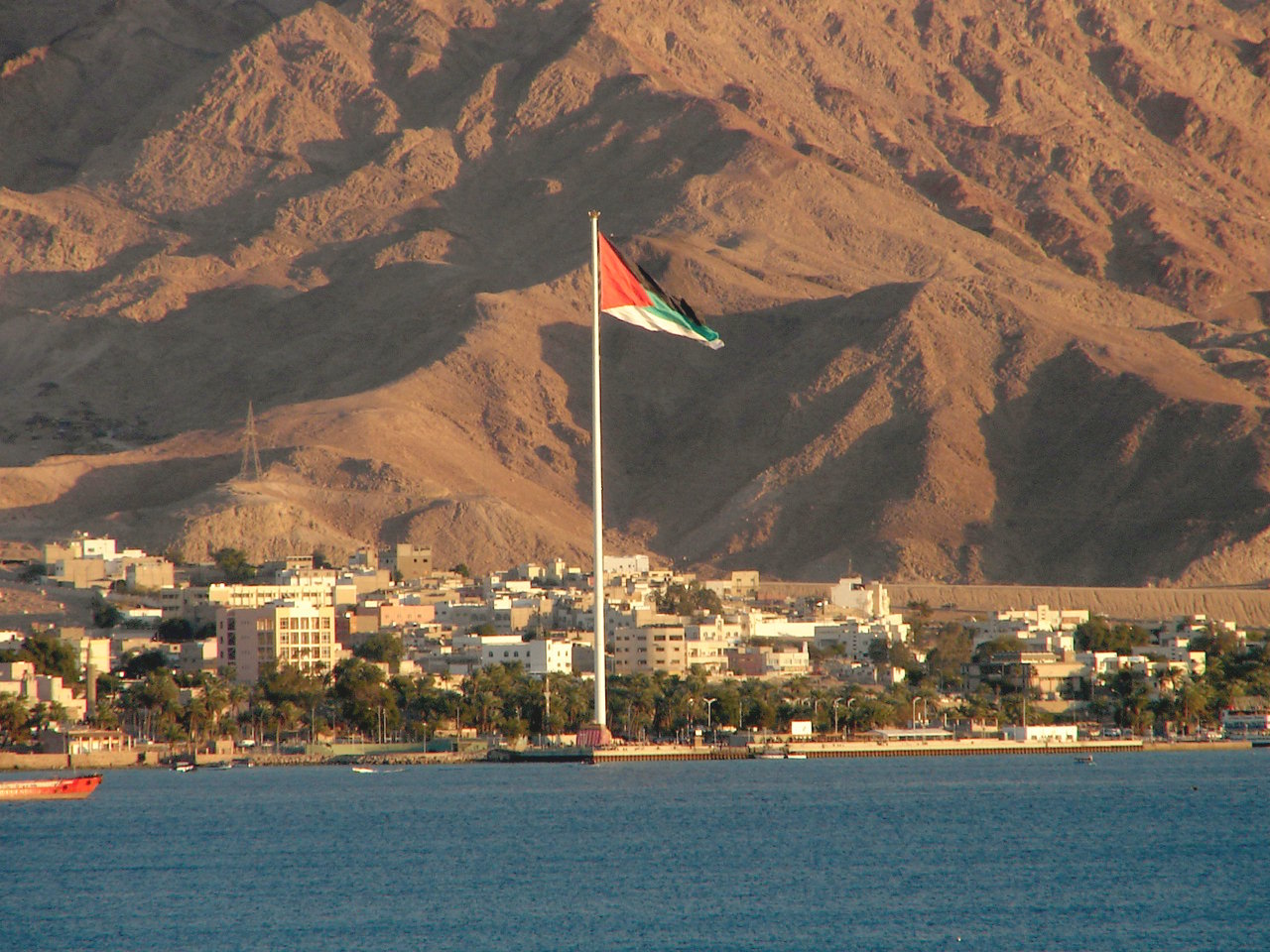
Le port de la ville d'Aqaba.